# 레딩 로열스
| 레딩 로열스   |                                                       |
| 콘퍼런스      | 동부 콘퍼런스                                         |
| 디비전        | 노스 디비전                                           |
| 설립연도      | 1991년                                                |
| 해체연도      |                                                       |
| 역사          | 콜럼버스 칠 (1991년~1999년) 레딩 로열스 (2001년~현재) |
| 경기장        | 산탄데르 아레나                                       |
| 연고지        | 펜실베이니아주 레딩                                   |
| 상징색        | 보라, 검정, 하양                                      |
| 구단주        | 드류 벨                                               |
| 단장          | 고든 카예                                             |
| 감독          | 래리 쿠빌                                             |
| NHL 제휴      | 필라델피아 플라이어스                                 |
| AHL 제휴      | 리하이 밸리 팬텀스                                    |
| 정규시즌 우승 | -                                                     |
| 콘퍼런스 우승 | 1 (2013)                                              |
| 디비전 우승   | 6 (1997, 1999, 2005, 2011, 2013, 2014)                |
| 켈리 컵       | 1 (2013)                                              |
| 영구 결번     | -                                                     |

레딩 로열스(Reading Royals)는 미국 펜실베이니아주 레딩을 연고지로 하는 ECHL의 동부 콘퍼런스 노스 디비전 소속 아이스 하키팀이다.

## 역대 홈경기장
| 레딩 로열스     |             |          |                     |      |
| 경기장          | 사용기간    | 수용인원 | 장소                | 비고 |
| 산탄데르 아레나 | 2001년~현재 | 7,160명  | 펜실베이니아주 레딩 | 빈칸 |